# Frederik Treschow (politiker)
 Der er flere personer med dette navn, se Frederik Treschow.
Willum Frederik Treschow (15. september 1786 i København – 2. april 1869 sammesteds) var en dansk højesteretsadvokat og politiker.

## Karriere
Han var søn af højesteretsassessor, konferensråd Michael Treschow (1741-1816) og Christina E. Wasserfall (1753-1823). Han dimitteredes fra Roskilde lærde Skole 1803 efter tidligere at have gået på Metropolitanskolen. Treschow blev præget af A.S. Ørsteds manuduktion og blev 1806 juridisk kandidat, 1808 prøveprokurator ved Den kongelige Landsoverret samt Hof- og Stadsret, 1809 overretsprokurator og 1811 højesteretsadvokat. Han havde planlagt en studierejse til udlandet, men da denne blev opgivet, delte han sin tid mellem Roskilde, hvor han var assistent for faderen, og København, hvor han blev bekendt med personligheder som Georg Sverdrup og N.F.S. Grundtvig. Treschow blev regnet for en af sin generations bedste sagførere, og da han blev højesteretadvokat, var han kun 25 år gammel (hvilket dog ikke var uden fortilfælde). Treschow fik snart et betydeligt klientel; ikke mindst i forretningsverdenen, hvor han førte en række sager for Asiatisk Kompagni om vestindiske anliggender.
I sin stilling som prokurator forsvarede han 1820-21 Dr. Dampe (krævede hans frifindelse) og førte 1825-26 Grundtvigs sag over for H.N. Clausen i en injuriesag, ja betalte selv den idømte bøde af 100 rigsdaler; han havde ogsaa tidligere understøttet Grundtvig til hans gerning som oversætter. 1828 blev han generalfiskal og var som sådan C.N. Davids anklager 1836 og Orla Lehmanns 1842, men tog sin afsked 1846, da regeringen mod hans råd ville føre sagen videre mod talerne ved studentermødet 1845 (Orla Lehmann, H.F. Poulsen og Frederik Helweg), der alle blev frifundne.
Som en udmærket forretningsmand blev han 1828-33 samt på ny 1840-45, 1849-54 og 1858-63 repræsentant for Nationalbanken (fra 1832 formand) og udnævntes 1838 til medlem af kommissionen i den såkaldte Tolvmillionsag (om Statskassens mellemværende med banken); han tog virksom del i ordningen af dette indviklede forhold og var ellers forinden af begge parter udset til at være deres sagfører, hvis en mindelig løsning ikke opnåedes. 
Han blev justitsråd 1824, etatsråd 1829, konferensråd 1846 og gehejmekonferensråd 1854; Ridder af Dannebrogordenen 1838, Dannebrogsmand 1840, Kommandør 1848 og fik Storkorset 1850.

## Godsejer
Treschow blev en meget velhavende mand og købte i 1828 for 228.000 rigsdaler Brahesborg på Fyn og 1835 for 480.000 rigsdaler det tidligere grevskab Laurvig i Norge med Fritzøe Jernværk. Han moderniserede gårdens drift ved at øge indfæstningerne eller frasolgte fæstegårdene. 1846–47 omlagde han hovedgårdsdriften ved oprettelsen af avlsgården Vilhelmsborg
Han tilskødede 1854 disse to ejendomme til sine to sønner. Hans adopterede stedsøn Frederik Wilhelm Treschow fik Brahesborg, mens sønnen Michael Treschow fik Frizøe, hvor han allerede var indsat som bestyrer.

## Politiker
1832 blev han en af de "oplyste mænd", der skulle rådslå om provinsialstændernes nærmere ordning, og 1835-40 var han kongevalgt medlem af stænderforsamlingen i Roskilde. Han hørte i disse år til forsamlingens mere fremtrædende medlemmer (blev også 1838 dens viceformand). Vel tog han ikke nogen stor del i selve forhandlingerne, men han indvalgtes i mange og vigtige udvalg og affattede også flere betænkninger. Han var således 1836 medlem af udvalgene om den nye toldtarif, om rigets finanser, om hoveriets afløsning og om fæstevæsenet, 1838 om den nye straffelovgivning og så fremdeles. I landbospørgsmål var han afgjort konservativ; derimod fremsatte han 1838 det af Grundtvig udarbejdede forslag om sognebåndets løsning og var tillige dets varme talsmand over for biskop J.P. Mynsters udprægede modstand. Ligeledes tog han 1840 åbent ordet for forlangendet om de kongerigske forsamlingers forening og om forøget myndighed for dem, særlig i finansielle spørgsmål. At kongen ikke ville lytte til dette ønske, var rimeligvis grunden til, at Treschow ikke ville modtage fornyet udnævnelse til stænderforsamlingen for årene 1842-46, hvorimod han 1848 på ny blev medlem, da stænderne sidste gang kom sammen.
Derefter blev han kongevalgt medlem af Den Grundlovgivende Rigsforsamling; men han fik ikke lejlighed til at udøve dette Hverv ret længe. Thi efter at have medvirket som mellemmand ved Novemberministeriets dannelse drog han i december 1848 til London i diplomatisk hverv – afsluttede senere statslånet med Hambro – og efter våbenstilstanden i juli 1849 til Berlin for at deltage i de nærmere forhandlinger. I december samme år valgtes han i København til Landstinget, hvor han nærmest sad som repræsentant for den konservative retning og indtog en vigtig stilling som medlem af og til dels ordfører for flere af de betydeligste udvalg. Han var således i tre år medlem af Finansudvalget, endvidere af udvalg om presseloven, om Rigsrettens ordning, om borgerligt ægteskab, om hoveriets afløsning og om jagtretten samt om anlæg af Den sjællandske Jernbane. Særlig tog han ordet for at indføre arvefæste for det bøndergods, der hørte til len og stamhuse, netop for at bondestanden ikke her skulle blive fortrængt fra jorden.
Også i den almindelige politik stillede han sig på den konservative side. Han var således 1852 en modstander af den påtænkte mistillidsadresse imod Ministeriet Bluhme og støttede dette i arvefølgesagen som medlem af den forenede Rigsdags store udvalg. Han blev derfor heller ikke genvalgt 1853 i København, men blev 1854 kongevalgt medlem af Rigsrådet og var 1855 formand for det udvalg, der rådslog om Helstatsforfatningens omarbejdelse i konstitutionel retning. Et halvt år tidligere havde han været mellemmand ved dannelsen af Decemberministeriet Bang-Scheele, ligesom 1848 ved Novemberministeriets sammensætning, og fik derfor den spøgefulde titel af ministeriel fødselshjælper. I Rigsrådet var han også medlem af flere vigtige udvalg, medens han kun sjældent tog del i selve ordskiftet, og han støttede gennemgående ministeriet, således 1858 i spørgsmålet om Københavns Søbefæstning. I marts 1863 frasagde han sig hvervet som medlem af Rigsrådet og stod i sine sidste år helt uden for det politiske liv.

## Tillidshverv
Desuden var der to andre sider af hans offentlige virksomhed, som fortjener at blive fremhævet, og som har efterladt sig tydelige spor; den ene er som ypperlig styrer af offentlige institutioner og fonde, den anden som selvstændig grundlægger af velgørende stiftelser og legater.
Treschow var således 1839-47 medlem af Tontinen af 1800s direktion og 1823-53 af bestyrelsen for Det kgl. oktroierede almindelige Brandassurancekompagni samt 1850-55 en af de tre præsidenter for Det Kongelige Danske Landhusholdningsselskab. 
1853 blev han den ene af kuratorerne for Vemmetofte adelige Jomfrukloster i Sjælland og havde som sådan væsentlig del i dets betydelige udvidelse 1861, såvel som i havneanlægget ved Faxe 1862 ff. sammen med Bregentveds ejer, grev Adam Wilhelm Moltke.
1813-65 styrede han Justitsråd M. Gjøes Legat, hvis kapital i dette tidsrum næsten fordobledes, var 1823-53 meddirektør for Sø-Assurance-Compagniet, 1826 bestyrer af Admiral Winterfeldts Stiftelse "Trøstens Bolig", 1830-66 medadministrator for de Iselinske og Rosenfeldtske Fideikommisser, 1839 testamentseksekutor i boet efter grevinde Rosencrone og 1840 livsvarig direktør for Den grevelige Hielmstierne-Rosencroneske Stiftelse, hvoraf det pågældende fond stiftedes 1862.
Endvidere var Treschow 1837 medlem af komiteen for Thorvaldsens Museum, 1847 medindbyder til mindesmærket for Tycho Brahe og 1851 både til J.P. Mynsters Jubilæumslegat og til legatet for A.S. Ørsteds Medaille. Senere gav han selv en betydelig sum (5.500 rigsdaler) til mindesmærket for Mynster, til hvem han i sin ældre alder havde knyttet sig stærkt, medens han kom i skarp modsætning til Grundtvig, hvis politiske retning og højskoletanke han slet ikke billigede. 

## Legatstifter
Han stiftede 1859 Det Treschow'ske Fideikommis (omkring 1900: 1.231.000 kr.), og engagementet i Trøstens Bolig var måske grunden til, at Treschow selv kom på tanken om at oprette lignende stiftelser. Han oprettede en lang række legater, nemlig til fordel for bestyreren, regnskabsføreren og revisoren ved fideikommisset, for ugifte døtre og enker efter embedsmænd, for døtre af fortjente fædre af den højere embedsstand, brudegavelegat, skolepengelegat for uformuende drenge og piger, endvidere oprettedes samme år De Treschow'ske Stiftelser, Treschows Legat og legater til De Massmannske Søndagsskoler, til understøttelse for lovende disciple af Roskilde lærde Skole, for studerende ved Københavns Universitet, til Foreningen af 1837 til forsømte Børns Frelse og til Understøttelsesselskabet for trængende Kontorbetjente og deres Enker, samt "til Opmuntring og til en lille Hjælp for Kunstens Dyrkere", og endelig 1865 et legat "til Minde om afdøde Biskop Jacob Peter Mynsters store Fortjeneste af den danske Kirke".
1847, 1853 og 1857 opførte han tre sådanne for i alt 150 trængende kvinder, den ene i Klerkegade, de to andre på Christianshavn. Dertil kom 1864 et særligt legat for enker efter faldne officerer. 

## Ægteskab
Treschow blev gift 2. juli 1812 i Vor Frue Sogn med Jensine Palæmona Aagaard (27. juli 1786 på Sankt Jørgensbjerg - 21. oktober 1826 på Gammel Vartov, gift 1. gang 1804 med månedsløjtnant Jens Jacob Rosenkilde, 1770-1811), datter af sognepræst Jens Palæmon Jensen Aagaard (1756-1786) og Dorothea Elisabeth Friis (1759-1812, gift 2. gang 1796 med kollektør, forvalter på Bistrup, senere kammerråd Johan Carl Albrecht, ca. 1766-1842, gift 2. gang med Christiane Marie Hansen, ca. 1783-1864).
Han er begravet på Assistens Kirkegård, hvor et mindesmærke er udført af Carl Julius Rosenfalk.

## Gengivelser
- Buste af H.W. Bissen 1842 (Ny Carlsberg Glyptotek; Det Nationalhistoriske Museum på Frederiksborg Slot), i marmor 1843 og 1864, gentaget med ændringer 1858 (Statens Museum for Kunst), i bronze samme år (parkerne ved Vemmetofte og Brahesborg)
- Relief af Vilhelm Bissen 1874 (udstillingsfonden, Charlottenborg)
- Portrætmaleri af Wilhelm Marstrand 1846 (Brahesborg), litograferet af Asmus Kaufmann 1848
- Afbildet på J.V. Gertners maleri 1848 af salvingen 1840 (De Danske Kongers Kronologiske Samling)
- Maleri af Elisabeth Jerichau Baumann 1854, efter dette litografi bl.a. 1869 af F.E. Bording og xylografi af H.P. Hansen 1869
- Maleri af F.L. Storch 1855 (Fyns Kunstmuseum)
- Afbildet på tegning af Constantin Hansen 1860 (Folketinget) og på sammes maleri fra 1860-64 af Den Grundlovgivende Rigsforsamling (Frederiksborgmuseet)